# (464512) 2016 BD80
(464512) 2016 BD80 es un asteroide perteneciente al cinturón de asteroides, descubierto el 14 de marzo de 2011 por el equipo Mount Lemmon Survey desde el Observatorio del Monte Lemmon (Arizona, Estados Unidos).